# Gustave Vié
Gustave Vié (Escrennes, 4 giugno 1849 – Pontlevoy, 10 luglio 1918) è stato un vescovo cattolico francese.

## Biografia
Monsignor Gustave Vié nacque a Escrennes il 4 giugno 1849 in una famiglia di contadini benestanti.

### Formazione e ministero sacerdotale
Studiò al seminario minore della cappella di Saint Mesmin, allora diretto da monsignor Félix Dupanloup, e poi al seminario maggiore di Orléans.
Il 21 dicembre 1872 fu ordinato presbitero per la diocesi di Orléans. In seguito fu vicario parrocchiale a Pithiviers dal 1872 al 1877, direttore generale degli studi del seminario minore della cappella di Saint-Mesmin dal 1877, quindi prefetto degli studi, professore di retorica e filosofia e poi successore di monsignor Félix Dupanloup nella direzione del collegio. Questi lo chiamò a far parte del suo consiglio con l'incarico di vicario generale onorario.

### Ministero episcopale
L'8 maggio 1916 papa Benedetto XV lo nominò vescovo di Monaco. Ricevette l'ordinazione episcopale il 25 luglio successivo nella cattedrale di Orléans dal vescovo di Orléans Stanislas-Arthur-Xavier Touchet coconsacranti il vescovo di Nizza Henri-Louis Chapon e quello di Blois Alfred-Jules Mélisson. Al rito erano presente anche i rappresentanti del principe Alberto I di Monaco.
Morì a Pontlevoy il 10 luglio 1918 all'età di 69 anni. Le esequie si tennero il 26 luglio e venne poi sepolto nel coro della cattedrale dell'Immacolata Concezione.

## Opere
- L'Etendard de la Délivrance

## Genealogia episcopale
La genealogia episcopale è:
- Cardinale Guillaume d'Estouteville, O.S.B.Clun.
- Papa Sisto IV
- Papa Giulio II
- Cardinale Raffaele Sansone Riario
- Papa Leone X
- Papa Paolo III
- Cardinale Francesco Pisani
- Cardinale Alfonso Gesualdo di Conza
- Papa Clemente VIII
- Cardinale Pietro Aldobrandini
- Cardinale Laudivio Zacchia
- Cardinale Antonio Barberini, O.F.M.Cap.
- Cardinale Nicolò Guidi di Bagno
- Arcivescovo François de Harlay de Champvallon
- Cardinale Louis-Antoine de Noailles
- Vescovo Jean-François Salgues de Valderies de Lescure
- Arcivescovo Louis-Jacques Chapt de Rastignac
- Arcivescovo Christophe de Beaumont du Repaire
- Cardinale César-Guillaume de la Luzerne
- Arcivescovo Gabriel Cortois de Pressigny
- Arcivescovo Hyacinthe-Louis de Quélen
- Cardinale Joseph Bernet
- Arcivescovo Marie-Dominique-Auguste Sibour
- Vescovo Félix-Antoine-Philibert Dupanloup
- Vescovo Flavien-Abel-Antoinin Hugonin
- Cardinale Stanislas-Arthur-Xavier Touchet
- Vescovo Gustave Vié